# Antelope (Montana)
Antelope és una concentració de població designada pel cens dels Estats Units a l'estat de Montana. Segons el cens del 2000 tenia 43 habitants.

## Demografia
Segons el cens del 2000, Antelope tenia 43 habitants, 21 habitatges, i 11 famílies. La densitat de població era de 207,5 habitants per km².
Dels 21 habitatges en un 23,8% hi vivien nens de menys de 18 anys, en un 38,1% hi vivien parelles casades, en un 4,8% dones solteres, i en un 47,6% no eren unitats familiars. En el 47,6% dels habitatges hi vivien persones soles el 14,3% de les quals corresponia a persones de 65 anys o més que vivien soles. El nombre mitjà de persones vivint en cada habitatge era de 2,05 i el nombre mitjà de persones que vivien en cada família era de 3.
Per edats la població es repartia de la següent manera: un 18,6% tenia menys de 18 anys, un 16,3% entre 18 i 24, un 14% entre 25 i 44, un 34,9% de 45 a 60 i un 16,3% 65 anys o més.
L'edat mediana era de 46 anys. Per cada 100 dones de 18 o més anys hi havia 169,2 homes.
La renda mediana per habitatge era de 16.500 $ i la renda mediana per família de 16.500 $. Els homes tenien una renda mediana de 21.250 $ mentre que les dones 15.250 $. La renda per capita de la població era de 5.455 $. Aproximadament el 28,6% de les famílies i el 22,4% de la població estaven per davall del llindar de pobresa.

## Poblacions més properes
El següent diagrama mostra les poblacions més properes.